# Chouette lapone
Strix nebulosa
Espèce
Répartition géographique
Statut de conservation UICN

 LC  : Préoccupation mineure
Statut CITES
La Chouette lapone ou Chouette cendrée (Strix nebulosa) est une espèce de rapaces appartenant à la famille des strigidés. Elle est la plus grande espèce de chouette du monde en longueur.

## Étymologie
Le nom vernaculaire de l'espèce insiste sur son habitat lapon. En anglais, cette espèce est appelée Great grey owl, soit le grand hibou gris, insistant donc sur sa couleur grise mais aussi sur sa taille, légèrement plus grande que celle de la Chouette de l'Oural. Le terme allemand Bartkauz (chouette barbue) insiste, quant à lui, sur la tache sombre du menton qui fait comme une barbe. 
Le nom scientifique de l'espèce, Strix nebulosa, vient du latin nebulosus, signifiant brouillard. Cette chouette étant une chouette nordique, c'est-à-dire le pays du brouillard. Le terme Strix, quant à lui, signifie strige en latin, c'est-à-dire un vampire, ou une sorcière. On comprend ainsi que les superstitions liées aux chouettes et aux hiboux ont des origines très lointaines. 

## Description
La chouette lapone se reconnaît à sa grande taille, son énorme tête ronde de 50 cm de circonférence minimum sans aigrette aux larges disques faciaux et aux yeux jaunes. Le bec crochu est souligné par une tache noire sous le menton et par des plumes rappelant une moustache. L'épais plumage est de couleur gris cendré, nuancé de taches brunes. La queue est longue et large (30 cm). Chose curieuse, la tête peut pivoter selon un angle surprenant pouvant atteindre jusqu'à 270 degrés.

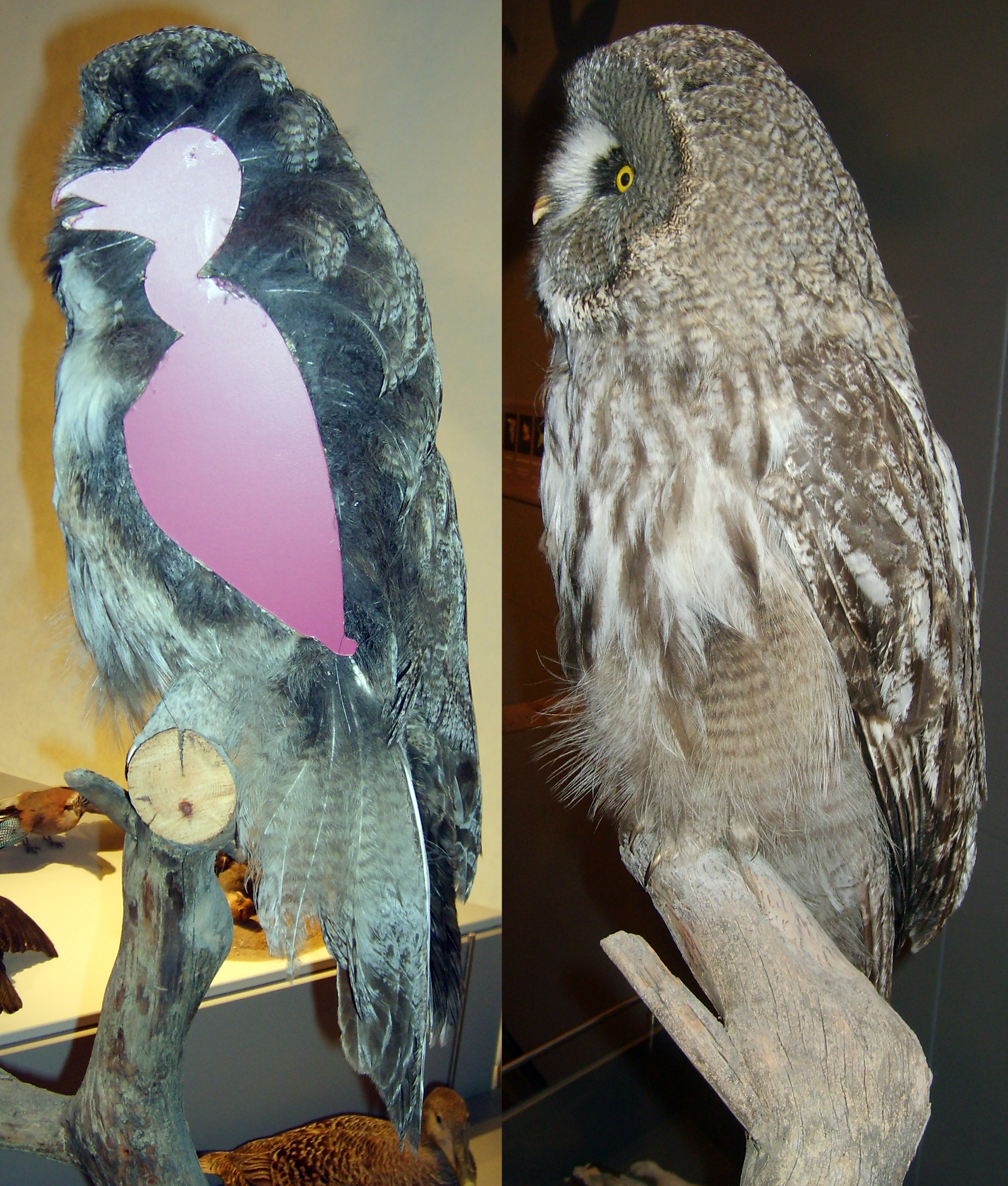
Coupe d'un spécimen de chouette lapone montrant l'étendue de son plumage, Musée d'histoire naturelle du Danemark

C'est la plus grande chouette d'Amérique du Nord mesurant 60 à 83 cm de long. Toutefois, il convient de noter que sa taille est trompeuse car la plus grande partie de son volume consiste en son plumage qui retient la chaleur (cf. image ci-contre). Son allure est donc imposante mais son poids varie entre 800 g et 1,7 kg seulement.

## Sous-espèces
D'après la classification de référence du Congrès ornithologique international (version 14.1, 2024), la Chouette lapone possède 2 sous-espèces (ordre phylogénique) :
Strix nebulosa nebulosa Forster, JR, 1772 : elle vit en Amérique du Nord, de l'Alaska au Canada et dans quelques autres États américains (Wyoming, Montana, Minnesota).
Strix nebulosa lapponica (Thunberg, 1798) : on la retrouve dans la partie septentrionale de l'Eurasie.
Au niveau taxonomique, une étude récente a proposé une nouvelle sous-espèce (Strix nebulosa yosemitensis) qui a été localisée dans le Nevada et le nord de la Californie.

## Habitat
L'aire de répartition de la chouette lapone s'étend de l'Estonie et la Finlande jusqu'au Québec, ce qui en fait la seule espèce de strigidés vivant à la fois en Eurasie et en Amérique. C'est une espèce des climats froids.
La chouette lapone fréquente surtout les forêts boréales, les marais et les tourbières jonchées d'arbres. Plus au sud, elle favorise les forêts touffues, les prairies et les champs boisés. Son domaine varie entre 1,3 et 6,5 km.

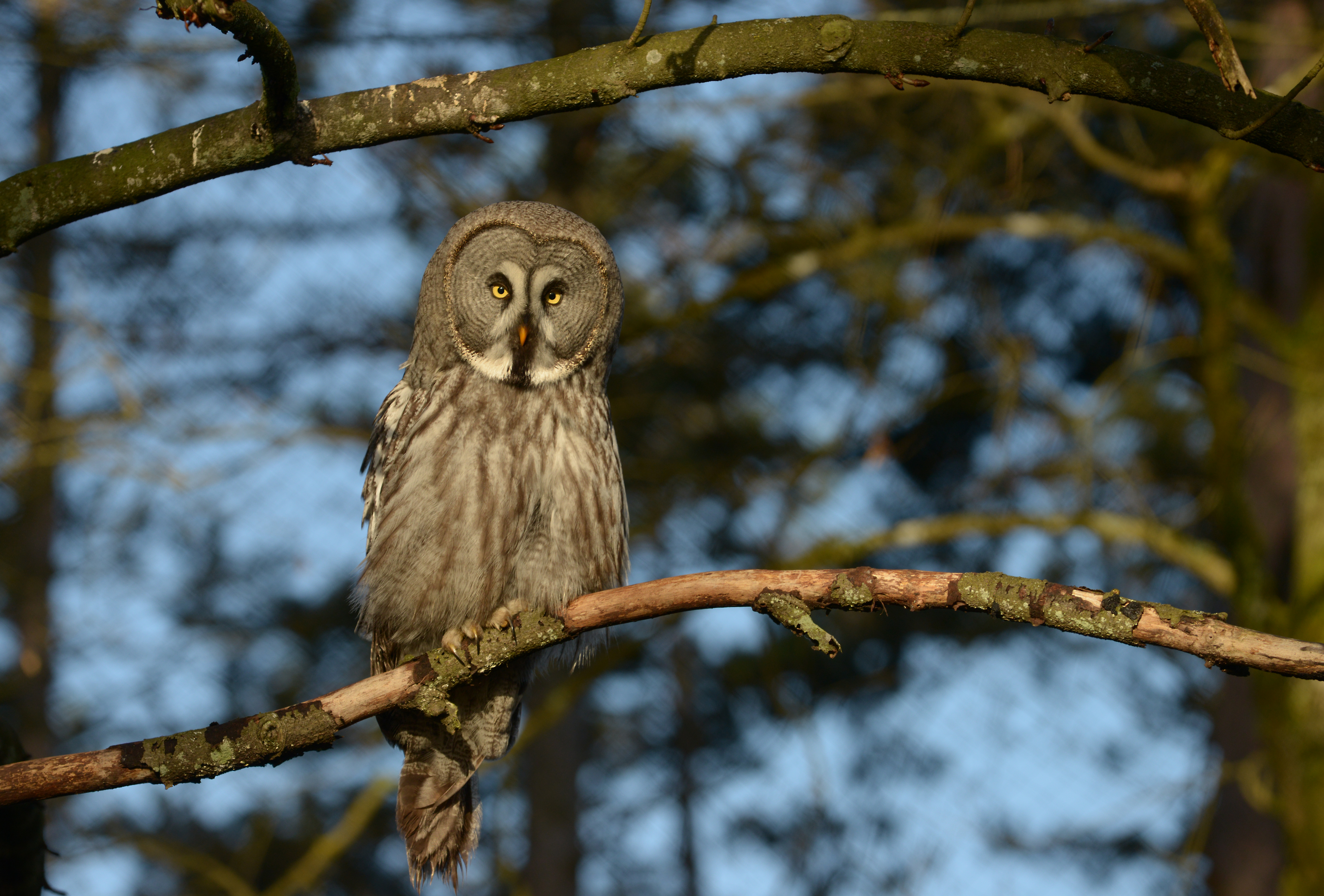
Chouette Lapone Domaine des grottes de Han, Belgique
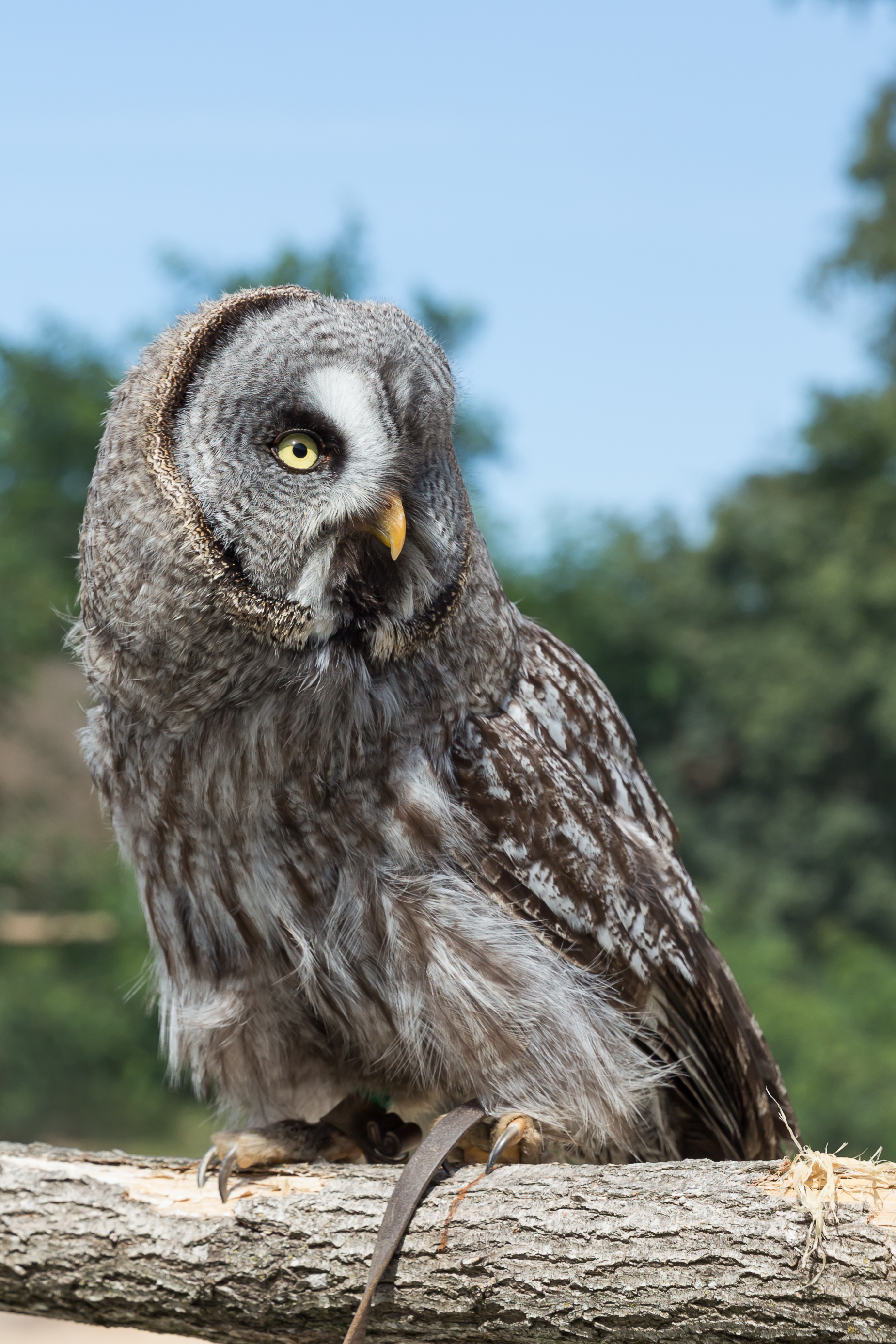
Chouette lapone du spectacle des oiseaux au ZooParc de Beauval à Saint-Aignan-sur-Cher, France.

## Démographie
On estime la population européenne de la Chouette lapone entre 1900 et 7500 couples reproducteurs et la population néarctique à environ 50 000 à 100 000 individus adultes. Dans l'ensemble, BirdLife International confirme un essor démographique.

## Comportement
La chouette lapone est l'une des rares espèces de chouette à chasser de jour comme de nuit. Pour chasser, elle va se positionner sur un perchoir d'où elle repère ses proies grâce à sa vue et surtout son ouïe. Elle peut enfoncer ses serres dans 40 à 50 cm de neige.
C'est une espèce sédentaire, bien qu'il arrive à des individus de se déplacer vers le sud si la nourriture devient trop rare.

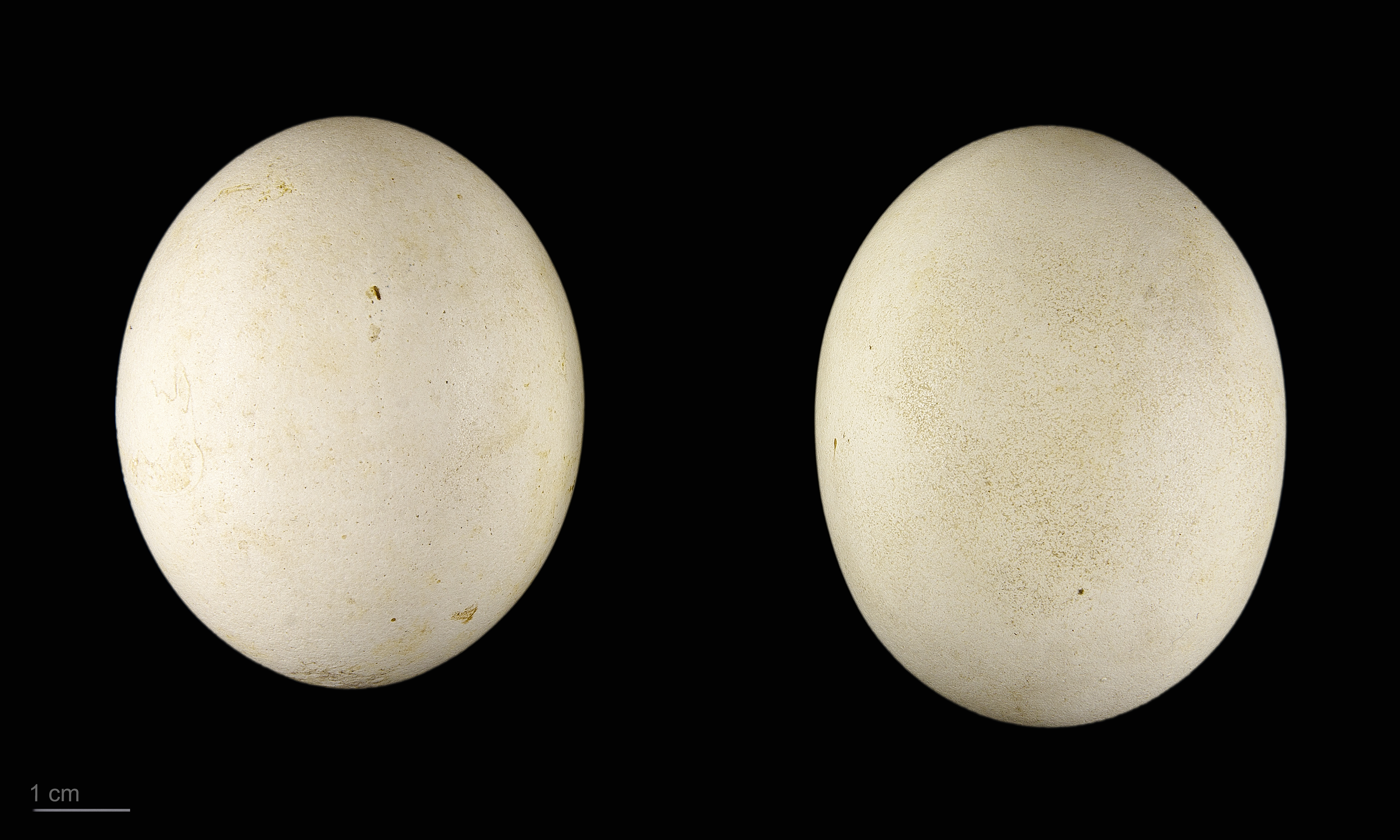
Œuf de Strix nebulosa lapponica - Muséum de Toulouse

Elle ne construit pas de nid et souvent réutilise un nid construit par d'autres rapaces.
La nidification se produit de mars à mai. La femelle pond entre 1 et 9 œufs et les couve pendant 28 à 30 jours. Elle reste au nid avec les poussins durant les 15-20 premiers jours. Au bout de 60 jours les poussins apprennent à voler seuls.

## Régime alimentaire
Cette espèce de chouette va se nourrir en particulier de micromammifères comme des campagnols, souris et plus exceptionnellement d'oiseaux ou grenouilles.